# باراکا (بازیکن فوتبال)
آندرس فرناندس گونسالویس (زاده ۲۱ ژوئیه ۱۹۸۶)، بازیکن فوتبال اهل برزیل است که به عنوان هافبک دفاعی برای الانصار بازی می‌کند.